# NAV Brasil

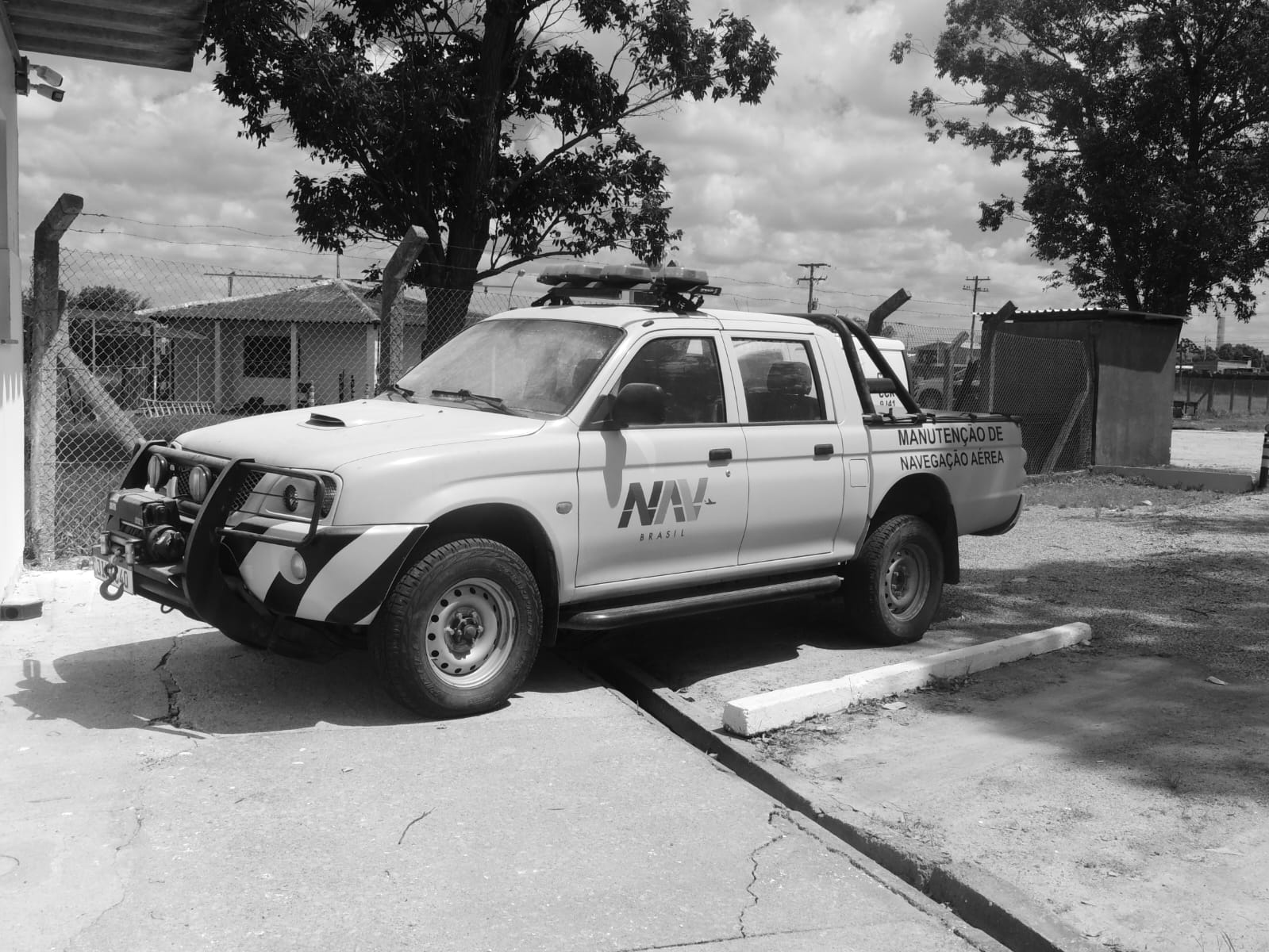
Viatura da NAV Brasil no Aeroporto de Pelotas, em março de 2024.

A NAV Brasil Serviços de Navegação Aérea, ou apenas NAV Brasil, é uma empresa estatal, prestadora de Serviços de Navegação Aérea, serviços estes que são regulados e fiscalizados pelo Departamento de Controle do Espaço Aéreo - DECEA, em consonância com as normas e práticas recomendadas pela Organização da Aviação Civil Internacional, por força da Convenção de Aviação Civil Internacional, da qual o Brasil é signatário.

## Histórico
A NAV Brasil atua de modo integrado ao Sistema de Controle do Espaço Aéreo Brasileiro (SISCEAB), desenvolvendo atividades associadas à manutenção da soberania sobre o espaço aéreo brasileiro, de responsabilidade do Comando da Aeronáutica (Ministério da Defesa), e, portanto, de interesse estratégico para a segurança nacional.
A navegação aérea é competência da União, conforme definido pela  Constituição de 1988, em seu artigo 21. A Lei Complementar nº 97/1999 atribui a segurança da navegação aérea ao Comando da Aeronáutica (COMAER).
A empresa foi constituída a partir de uma cisão parcial da Empresa Brasileira de Infraestrutura Aeroportuária - Infraero, com a versão para a NAV Brasil de todos os elementos ativos e passivos relacionados com a prestação de Serviços de Navegação Aérea, incluídos os empregados, o acervo técnico, o acervo bibliográfico e o acervo documental.
A decisão pela criação da empresa decorre da concessão dos aeroportos administrados pela Infraero e a consequente perda de receita desta empresa, e da importância da preservação da qualidade e da segurança deste importante serviço público à sociedade. O conceito se desenvolveu no governo Dilma, foi encaminhado pelo Presidente Temer, na forma de Medida Provisória, ao Congresso Nacional, onde foi aprovada e, na sequência, sancionada pelo na época Presidente Bolsonaro, na forma da Lei 13.903, de 2019, e, por fim, criada, através do Decreto nº 10.589, de 2020, tramitando, portanto, por três governos, em um claro exemplo de uma decisão de Estado.
A NAV Brasil foi constituída pela Assembleia Geral Extraordinária convocada pela Procuradoria-Geral da Fazenda Nacional, em 30 de junho de 2021, conforme Ata da Assembleia Geral de Constituição, publicada no Diário Oficial da União nº 128, de 9 de julho de 2021, Seção 1, página 57.

## Características
A NAV Brasil é uma empresa pública sob a forma de Sociedade Anônima, com personalidade jurídica de direito privado e patrimônio próprio, vinculada ao Ministério da Defesa, por meio do Comando da Aeronáutica. Estima-se que tem aproximadamente 1.700 empregados públicos.
A empresa é custeada pelos recursos provenientes da arrecadação das tarifas de navegação aérea, pagos pelos usuários destes serviços, não sendo dependente do Tesouro.
De acordo com a Lei nº 13.903, de 19 de novembro de 2019, a NAV Brasil tem por objetivo implementar, administrar, operar e explorar industrial e comercialmente a infraestrutura aeronáutica destinada à prestação de serviços de navegação aérea que lhe for atribuída pelo Comando da Aeronáutica.
A área operacional é constituída pelas Estações Prestadoras de Serviços de Telecomunicações e de Tráfego Aéreo (EPTA), que foram transferidas pela Infraero para a NAV Brasil.

## Serviços
A NAV Brasil atua nas seguintes áreas:
- Navegação Aérea: serviços de tráfego aéreo (ATS), meteorologia aeronáutica (MET), informações aeronáuticas (AIS), telecomunicações aeronáuticas (COM), gerenciamento de fluxo de tráfego aéreo e outros;[9]
- Consultoria e Assessoramento: relacionados às atividades-fim e à segurança operacional;[9]
- Formação e Treinamento de Pessoal: formação de profissionais para a área de navegação aérea e treinamentos para elevação e manutenção das capacidades técnica-operacionais.[9]